# Ludwik I Badeński
Ludwik I Badeński (niem. Ludwig I. Großherzog von Baden (ur. 9 lutego 1763, zm. 30 marca 1830) – wielki książę Badenii od 8 grudnia 1818 do śmierci. Był stryjem swojego poprzednika, wielkiego księcia Karola Ludwika i po jego śmierci objął rządy jako ostatni przedstawiciel właściwej linii rodu Zähringen.
W 1820 sfinansował dalsze działanie Uniwersytetu we Fryburgu, który odtąd nosi jego imię. Ponadto założył w 1825 Politechnikę w Karlsruhe, najstarszą uczelnię techniczną w Niemczech.
Ze śmiercią Ludwika w 1830 wiązało się wiele pogłosek, gdyż wymarła wraz z nim główna linia Zähringerów, a władzę objęli potomkowie morganatycznego małżeństwa Karola Fryderyka z damą dworską Luise Karoline Geyer von Geyersberg. Otrzymała ona wprawdzie później na życzenie Karola Fryderyka od cesarza tytuł hrabiny Rzeszy von Hochberg, a w 1817 jej potomkowie otrzymali prawo dziedziczenia. Sam Ludwik był ponoć przed śmiercią przekonany, że ktoś próbuje go otruć.
Dalsze pogłoski wiążą się z postacią Kaspara Hausera, który rzekomo miałby być synem wielkiego księcia Karola Ludwika, ze względów dynastycznych podmienionym na umierające niemowlę.

## Odznaczenia
- Wielki Mistrz Orderu Wierności (Badenia)
- Wielki Mistrz Orderu Lwa Zeryngeńskiego (Badenia)
- Wielki Mistrz Orderu Zasługi Wojskowej Karola Fryderyka (Badenia)
- Order Serafinów (Królestwo Szwecji)[1]
- Order Orła Czarnego (Królestwo Prus)[1]
- Order Orła Czerwonego (Królestwo Prus)[1]
- Order Świętego Andrzeja (Imperium Rosyjskie)[1]
- Order Świętego Aleksandra Newskiego (Imperium Rosyjskie)[1]